# Namnetes
|  | No s'ha de confondre amb Nantuates. |

Els namnetes (llatí Namnetes o Nanetes) eren un poble gal que vivia al nord del Liger (Loira) fins a la mar; el riu els separava dels píctons o pictaus (pictones o pictavi). La seva capital fou Condevicnum (Nantes). Quan Juli Cèsar va fer la guerra als vènets, aquests van cridar en ajuda els osismes, namnetes, i altres.

## El nom dels namnetes

### Orígens
Els namnetes eren una tribu secundària, situada al nord del Loira i dependent dels potents vènets, els quals controlaven la desembocadura del Loira i el comerç de l'estany amb les illes Britàniques (port de Corbilo, encara mal ubicat, dins l'àrea de la Grande Brière, actualment zona de pantans però aleshores encara marítima).
Els namnetes no adquiriren un territori diferenciat fins després de la conquesta de la Gàl·lia per Cèsar. El seu territori consistí llavors en la meitat del dels vènets, a la riba dreta del Loira, i fou inclòs dins la província "Lionesa IIIa".

### Etimologia
En general, l'origen del nom es relaciona amb una arrel cèltica *nant corresponent al concepte de curs d'aigua, o valls, potser d'origen pre-cèltic, que es troba també al nom de ciutats com ara Nant o Nantua. La ciutat de Nantes, antiga Condevicnum, prengué el seu nom dels namnetes més tard.

### Morfologia
No es coneix la forma cèltica del nom dels namnetes. Els autors de llengua grega escriuen, en plural (nominatiu/genitiu) : Namnitoi/Namnitôn. En llatí clàssic, la forma que apareix habitualment als textos és el plural Namnetes/Namnetum ; n'hi ha una forma singular a l'estela de Worms : Namnis. L'adjectiu corresponent és namneticus (i no pas namnetus). És per això què l'esment de la taula de Peutinger portunamnetu vol dir Portus Namnetum i no pas Portus namnetus.

### Una confusió entreNamnitoiiSamnitoi?

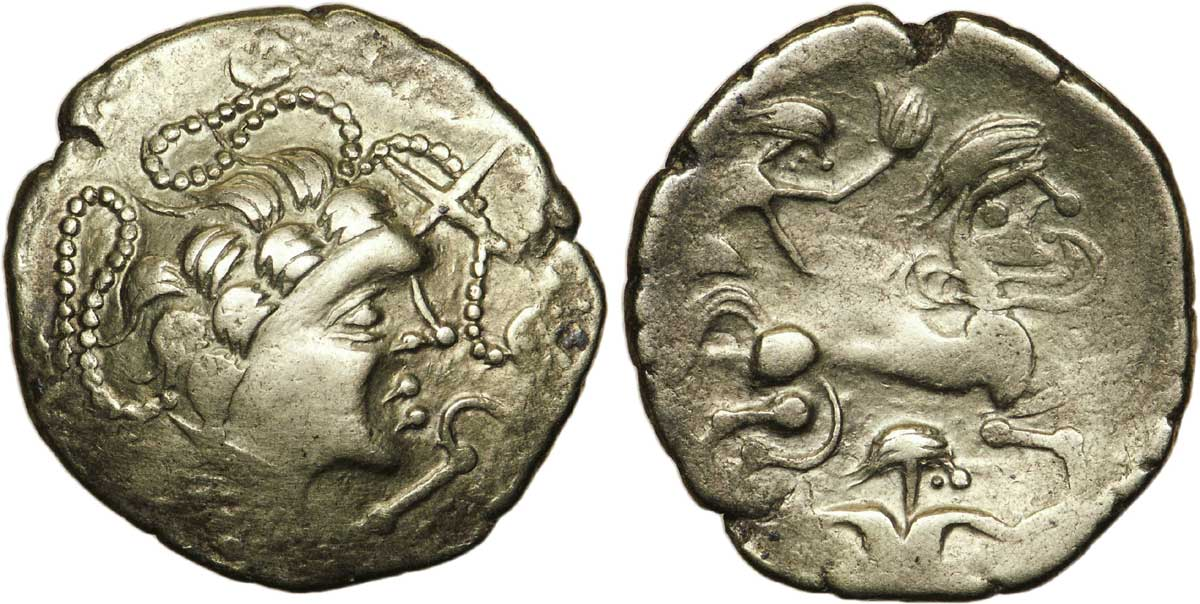
Estatera encunyada pels namnetes cap al 80-50 aC

Tant Estrabó com Ptolemeu fan una divisió curiosa entre aquestes dues poblacions. Estrabó, d'una banda indica el Loira com a límit entre píctons i namnetes (Namnitoi) i de l'altra, parla dels samnites (Samnitoi), als quals situa al litoral « a la desembocadura del Loira». Es pot pensar, atesa la proximitat d'ambdós indrets, que es tracta d'un error de transcripció per part d'algun copista.
Pel que fa a Ptolemeu, la distorsió és més important: situa els samnites « per sota dels vènets » (sense especificar les coordenades geogràfiques) i els namnetes, amb capital a Condevicnum, clarament més a l'est; el conjunt de pobles que esmenta va d'oest a est: samnites, andecaus, aulercs cenòmans i namnetes; al mateix temps, les coordenades de Condevicnum situen aquesta ciutat més a prop de Rotomagos (Rouen) que de Ratiatum (Rezé).
Aquesta anomalia es podria explicar de la següent manera: Ptolemeu, com altres autors antics (entre ells, Dionís Periegetes), prenen les informacions del geògraf Artemidor, la descripció del qual correspon a la situació que hi havia al s. II aC, època en què les migracions celtes encara no havien acabat i els namnetes potser no havien arribat encara vora l'estuari del Loira.